# 铒
铒，是一種化學元素，其化學符號为Er，原子序數为68，原子量為167.259 u，属于镧系元素，也是稀土元素之一。
1843年，铒由莫桑德尔（C.G.Mosander）发现。他原来将铒的氧化物命名为氧化铽，因此，早期德文文献中，氧化铽和氧化铒是混同的，直到1860年以后才得纠正。
铒的第一电离能是6.10电子伏特，与钬、镝的化学性质和物理性质几乎完全相同。室溫下铒为银灰色金属，质地較软，在乾燥空氣中較為穩定，不溶于水及鹼，但溶于酸。其盐类和氧化物呈粉红至红色。
铒的天然同位素有162Er、164Er、166Er、167Er、168Er、170Er。
铒存在于火成岩中，也可由电解熔融氯化铒ErCl3而制得。

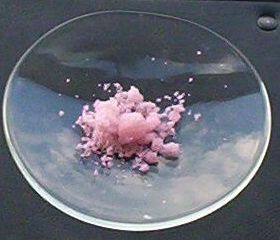
氯化鉺（III）在陽光下呈現出些微三價鉺離子的粉紅色螢光。

## 應用
- 摻鉺釔鋁石榴石雷射（Er:YAG Laser，坊間俗稱鉺雅鉻雷射），廣泛用於牙科、醫美等領域。
- 摻鉺光纖放大器廣泛用於光通訊領域。
- 在釩鋼中添加鉺可降低其硬度，提高塑性。
- 氧化鉺（Er2O3）为玫瑰红色，可用來製造陶器的釉彩，以及用作玻璃和立方氧化鋯的著色劑。
- 摄影滤光镜。
- 核反應爐的控制棒。

## 外部連結
- 元素铒在洛斯阿拉莫斯国家实验室的介紹（英文）
- —— 铒（英文）
- 元素铒在The Periodic Table of Videos（諾丁漢大學）的介紹（英文）
- 元素铒在Peter van der Krogt elements site的介紹（英文）
- WebElements.com – 铒（英文）

1. ↑  Prohaska, Thomas; Irrgeher, Johanna; Benefield, Jacqueline; Böhlke, John K.; Chesson, Lesley A.; Coplen, Tyler B.; Ding, Tiping; Dunn, Philip J. H.; Gröning, Manfred; Holden, Norman E.; Meijer, Harro A. J. . Pure and Applied Chemistry. 2022-05-04. ISSN 1365-3075. doi:10.1515/pac-2019-0603 （英语）.